# Тропа Неандерланд: Невигес - Нордрат

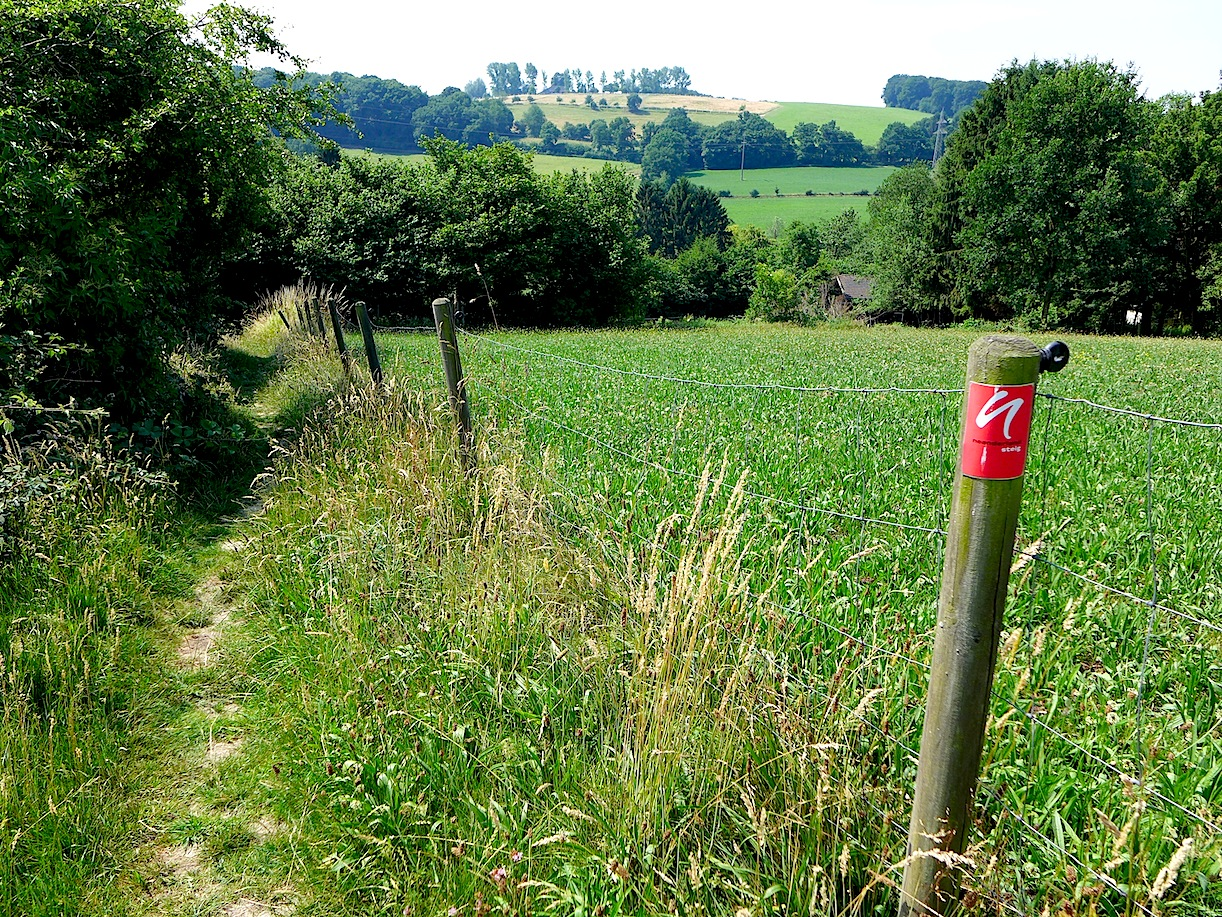
Характерный вид тропы Неандерланд, 1-й этап

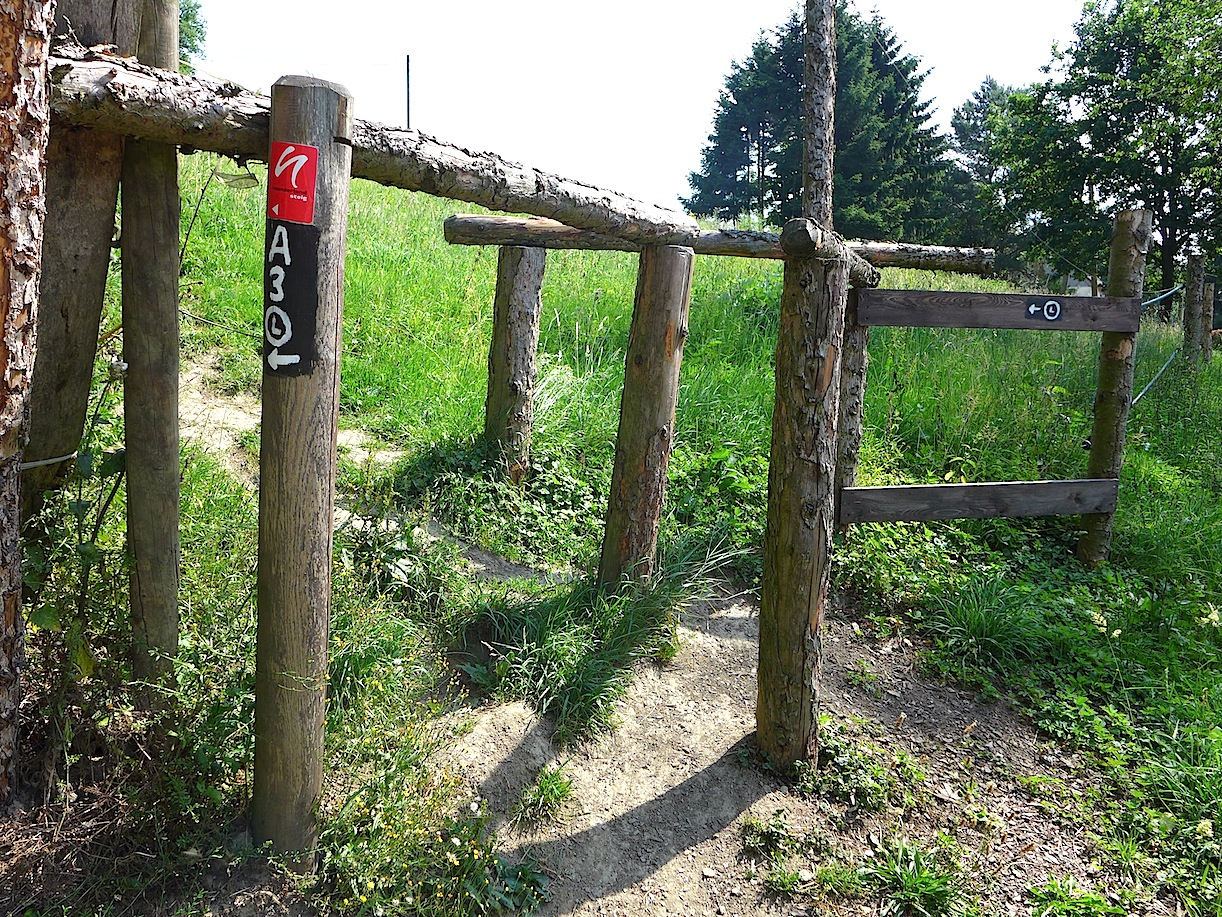
Искусственное препятствие для скота на тропе

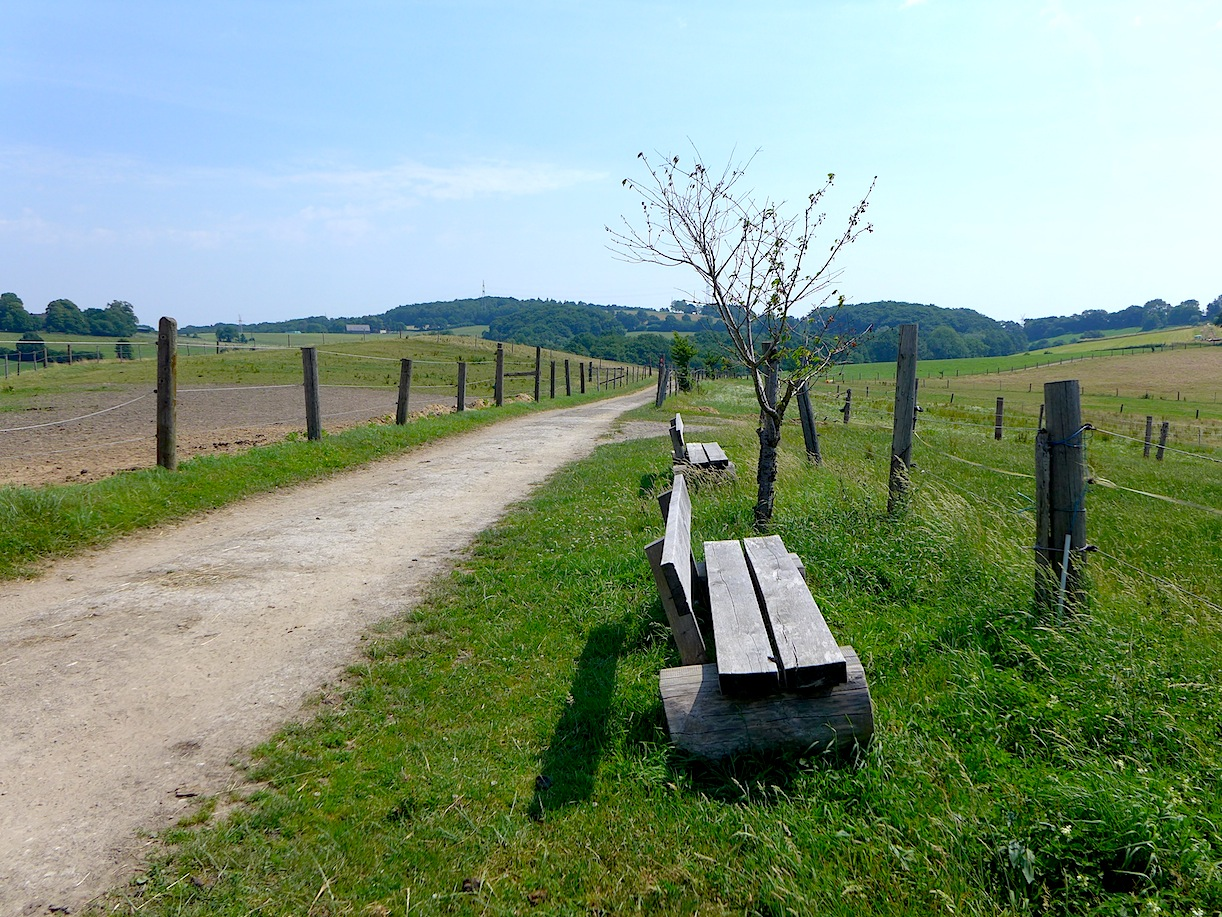
За Крюденшайдом

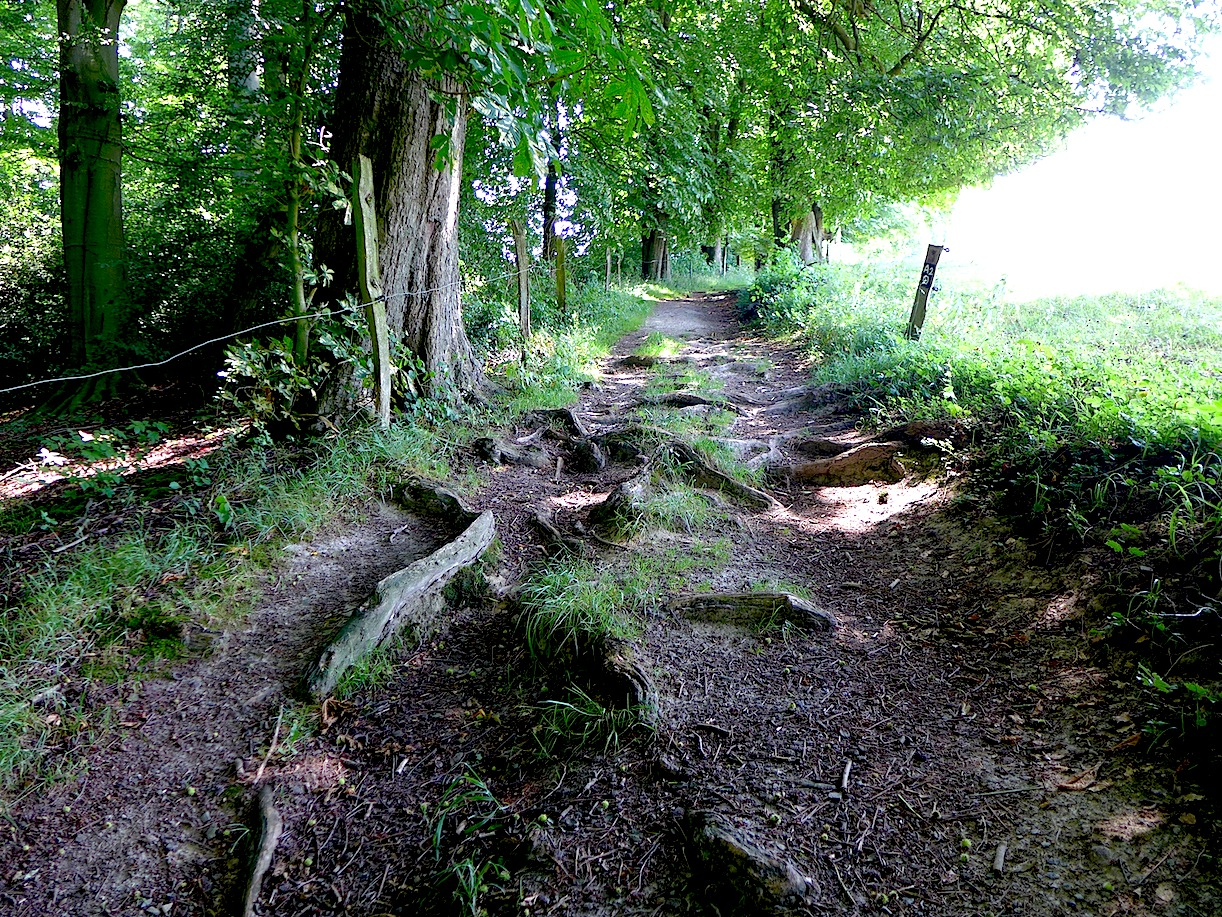
Заповедная каштановая аллея

Невигес — Нордрат является официальным первым участком многодневного маркированного туристского маршрута «Тропа Неандерланд» в районе Меттман, Северный Рейн-Вестфалия, Германия.

## Общая характеристика
Пешеходным туристам предлагается преодолеть 8,1 км по пересеченной местности со значительными перепадами высот. Большей часть маршрут представляет обычную тропу, проложенную через леса, перелески и сельскохозяйственные ландшафты.
Маршрут начинается от ж. д. платформы Невигес, где останавливается пригородный электропоезд S9, следующий из Вупперталя через Эссен в Хальтерн-ам-Зе. Прямо от платформы начинается крутой подъём со многими поворотами, но ориентировка простая, так как везде установлена новая маркировка. Минуя поля, тропа выводит в усадьбе Хальфманнсберг, откуда открывается замечательный вид на глубокую долину Кулендаль, куда и спускаются туристы. Внизу, в 200 метрах влево от маршрута находится старое еврейское кладбище Невигеса с православным захоронением. Далее по маршруту неоднократно встречаются специальные проходы через частные территории, через которые можно пройти с трудом. Это сделано для недопущения проникновения пасущихся коней или коров на соседние территории. Вторая усадьба на пути — Зомбек с небольшим прудом и красивым жилым домом, построенном в стиле фахверк.
Крутой подъём сложной конфигурации приводит в Крюденшайд, специализирующийся на коневодстве и обучении верховой езде. Далее песчаная проезжая дорога ведёт через поля и выпасы, с небольшим подъёмом за усадьбой Лёх к асфальту Алаун-штрассе. По ней совсем недалеко мимо примечательной усадьбы Экерн до известного геологического объекта Алаунлох, где ранее производилась добыча алунита (отсюда и название дороги и разработки), квасцы которого использовались как дубящее средство в кожевенной промышленности.
Тропа Неандерланд уходит от дороги направо в лесной массив и постепенно спускается к форелевому пруду, где всегда достаточно много рыболовов и начинается ручей Дальбах. Рядом — усадьба Даль.
Преодолевая крутой подъём тропа входит в посёлок Виндрат, известный своей средневековой часовней, ныне принадлежащей протестантам. Она практически всегда закрыта, поскольку службы проводятся раз в месяц, но эффектна своей высокой колокольней. Здесь можно отдохнуть под старыми яблонями.
Далее тропа входит в лес и минуя выпас туристы попадают на красивую старую каштановую аллею, охраняемую как памятник природы. За ней — группа небольших хуторов Виндрата (Цур Хеллен, Юдт, Шеленхаус). Перейдя через дорогу Виндратер Штрассе по старой колёсной дороге, пересекая небольшую ровную долинку ручья Виндратер Бах, тропа Неандерланд входит в крупный массив леса Юдтер Буш. От первой поляны начинается затяжной подъём через лес к Нордрату. Этап заканчивается у автобусной остановки Нордрат.

## Главные достопримечательности
- Собор Богородицы (Невигес)
- Старое еврейское кладбище (Фельберт-Невигес)
- Центр коневодства Крюденшайд
- Геологический памятник природы Алаунлох
- Форелевый пруд
- Часовня Виндрат
- Старая каштановая аллея (памятник природы)